# Taxiphyllum prostratum
Taxiphyllum prostratum är en bladmossart som beskrevs av William Russell Buck 1987. Taxiphyllum prostratum ingår i släktet Taxiphyllum och familjen Hypnaceae. Inga underarter finns listade i Catalogue of Life.